# Zazacatla

Zazacatla, sítios do período formativo vizinhos, e a área nuclear olmeca.

Zazacatla é um sítio arqueológico pré-colombiano na região mesoamericana do planalto central mexicano, datado do período formativo médio. O sítio foi inicialmente escavado em 2006 após a sua descoberta durante trabalhos de construção de um centro comercial e residencial, a 13 km para sul de Cuernavaca, a capital do estado mexicano de Morelos e a 40 km para sul da Cidade do México. As investigações iniciais levadas a cabo pelos arqueólogos do Instituto Nacional de Antropologia e História do México (INAH) revelaram evidências de influências culturais olmecas neste sítio, as primeiras deste tipo conhecidas na região ocidental de Morelos.

## Descrição do sítio
Foi estudada uma fracção do centro cerimonial de Zazacatla, numa área total de aproximadamente 9000 m² de escavação. A área total abrangida pelo sítio está estimada em cerca de 2,5 km².
A ocupação de Zazacatla foi datada de 800 - 500 a.C., tornando este local aproximadamente contemporâneo do centro olmeca de La Venta, a 400 km para este. Foram descobertas várias esculturas, do que parecem ser "sacerdotes", de estilo olmeca. Estas esculturas, bem como elementos arquitectónicos de estilo olmeca, têm provocado várias especulações sobre o papel que a cultura olmeca desempenhava em Zazacatla.
A arqueóloga Giselle Canto disse à Associated Press que os habitantes adoptaram os estilos olmecas quando ocorreu a passagem de uma sociedade egalitária mais simples para uma sociedade hierárquica mais complexa:
| “ | Quando a sua sociedade se tornou estratificada, os novos líderes tinham necessidade de emblemas...para justificar o seu domínio sobre as pessoas que antes eram seus iguais. | ” |

Canto crê que os habitantes de Zazacatla poderão não ter sido etnicamente olmecas.
Em Janeiro de 2007, o governador de Morelos, Marco Adame Castillo, anunciou a proposta de o estado subscrever a preservação do sítio e incorporá-lo nos planos turísticos e na herança cultural de Morelos.